# Ткачёва, Анна Александровна
А́нна Алекса́ндровна Ткачёва — советский и российский религиовед и индолог,  исследователь нетрадиционных религий и культов.
Кандидат исторических наук, старший научный сотрудник Института востоковедения РАН.

## Биография
В 1985 году в Институте востоковедения АН СССР защитила диссертацию на соискание учёной степени кандидата исторических наук по теме «Индуистские религиозно-общественные организации (ашрамы) и их роль в современной идейно-политической жизни Индии».

## Научные труды

### Монографии
- Ткачёва А. А. Индуистские мистические организации и диалог культур / Отв. ред. Р. Б. Рыбаков. — М.: Наука, Издательская фирма "Восточная литература", 1989. — 139 с. — ISBN 5-02-016523-9.
- Ткачева А. А. Найдите свою йогу. — М.: Знание, 1991. — 64 с. — (Подписная научно-популярная серия "Молодёжная". Взгляды. Дела. Проблемы; 9/1991)). — ISBN 5-07-002077-3.
- Ткачёва А. А. Детективы духа : Индийский мистицизм: что в нём есть и что в нём ищут. — М.: Знание, 1990. — 62 с. — (Новое в жизни, науке, технике: Взгляды. Дела. Проблемы. Молодёжная ; 10).
- Ткачёва А. А. «Новые религии» Востока. — М.: Наука. Главная редакция восточной литературы, 1991. — 216 с. — 5000 экз. — ISBN 5-02-016913-7.

### Статьи
- Ткачёва А. А. Неоиндуистский мистицизм // Вопросы научного атеизма. Вып. 38. Мистицизм: проблемы анализа и критики / Редкол. В. И. Гараджа (отв. ред.) и др.; Акад. обществ. наук ЦК КПСС. Ин-т научного атеизма. — М.: Мысль, 1989. — С. 128—146. — 335 с. — 22 765 экз. — ISBN 0321-0847.
- Ткачёва А. А. Неоиндуистский мистицизм в России // Индуизм и современность. Материалы научной конференции / Центр индийских исследований Института востоковедения РАН. Отв. ред. сб. к.и.н. И. П. Челышева. — М.: Центр индийских исследований, 1994. — 112 с. — ISBN 5-202-13188-3.
- Ткачёва А. А. Христианизация индуизма? // Восток. — 1995. — № 6. — С. 83—90.
- Ткачёва А. А. Женщина и джайнизм // Индийская жена: исследования, эссе / Отв. ред. И. П. Глушкова. — М.: Издательская фирма «Восточная литература» РАН, 1996. — С. 89—99. — 249 с. — 2000 экз. — ISBN 5-02-017954-X.
- Ткачёва А. А. Неоиндуизм и неоиндуистский мистицизм // Древо индуизма / Отв. ред. и рук. проекта И. П. Глушкова. Коорд. проекта Е. Ю. Ванина. — М.: Издательская фирма «Восточная литература» РАН, 1999. — С. 470—486. — 559 с. — (Культура народов Востока). — 2500 экз. — ISBN 5-02-018032-7.